# Temporada de tufões no Pacífico de 1961
A temporada de tufões no Pacífico de 1961 não teve limites oficiais; durou o ano todo em 1961, mas a maioria dos ciclones tropicais tende a se formar no noroeste do Oceano Pacífico entre junho e dezembro. Essas datas delimitam convencionalmente o período de cada ano em que a maioria dos ciclones tropicais se forma no noroeste do Oceano Pacífico.
O escopo deste artigo é limitado ao Oceano Pacífico, ao norte do equador e a oeste da Linha Internacional de Data. As tempestades que se formam a leste da linha de data e ao norte do equador são chamadas de furacões; veja a temporada de furacões de 1961 no Pacífico. As tempestades tropicais formadas em toda a bacia do Pacífico Ocidental receberam um nome do Joint Typhoon Warning Center. As depressões tropicais nesta bacia tiveram o sufixo "W" adicionado ao seu número.

## Sistemas

### Tempestade Tropical Rita
Uma baixa tropical se desenvolveu a partir da ITCZ cerca de 140 milhas ao sul de Eauripik em 8 de janeiro. A baixa se aprofundou gradualmente à medida que se movia para oeste-noroeste durante os dias seguintes. Na madrugada de 14 de janeiro, o sistema se organizou o suficiente para ser classificado como uma depressão tropical. No dia seguinte, a depressão se transformou em uma tempestade tropical e foi batizada de Rita pelo Joint Typhoon Warning Center. Rita atingiu um pico de intensidade de 72 km/h (45 mph) e uma pressão superficial mínima de 996 hPa (29,4 inHg) em 16 de janeiro. Neste momento, uma frente fria ao norte e uma cordilheira subtropical posicionada atrás dela forçaram a tempestade a virar bruscamente para norte-nordeste. Rita começou, nessa época, a enfraquecer, e entrou em depressão no dia 17 de janeiro. Permaneceu em depressão pelos três dias seguintes. Em 19 de janeiro, Rita enfraqueceu para uma baixa remanescente e ficou presa no final de uma frente de passagem. Até ao dia 21 o que restava de Rita foi totalmente absorvido pela referida frente.
Rita permaneceu em grande parte no mar com poucos ou menores efeitos para Palau ou para as Ilhas Marianas, além de alguma chuva e mau tempo.

### Tufão Alice
O tufão Alice formou-se a leste das Filipinas no dia 17 de maio. Alice rapidamente se fortaleceu e passou direto sobre Hong Kong com rajadas de 85 mph no dia 18 antes de retornar à China Continental. O sinal do furacão foi novamente como Mary em 1960, não estritamente justificado, pois os ventos sustentados estavam longe da força do furacão. Os ventos sustentados em Hong Kong nunca atingiram a força do furacão; ventos máximos de 60 minutos atingiram 90 km/h na Ilha Waglan e 83 km/h no RHKO. 4 pessoas foram mortas e 20 pessoas ficaram feridas em Hong Kong.

### Tufão June
20  pessoas forma mortas pelas chuvas fortes e deslizamentos de terra, quando o tufão de 140 km/h (90 mph) atingiu o sudeste do Taiwan em 6 de agosto.

### Tempestade Tropical Marie
Em 29 de setembro, formou-se uma depressão tropical com ventos de 30 nós. O sistema seguiu para o oeste, intensificando-se brevemente em uma tempestade tropical. O sistema atingiu a ilha japonesa de Shikoku, uma depressão tropical.

### Tempestade Tropical Olga
Em 4 de setembro, uma baixa se desenvolveu na costa leste das Filipinas. Ao cruzar para o Mar da China Meridional, a baixa tornou-se mais organizada e começou a diminuir a pressão. Em 8 de setembro, o sistema foi atualizado para uma tempestade tropical. O sistema continuou a se fortalecer e, em 9 de setembro, foi classificado como tufão pelo JTWC. O tufão Olga atingiu a costa 50 km a nordeste de Hong Kong, matando 7 pessoas, principalmente devido a deslizamentos de terra. O sistema se deteriorou rapidamente sobre a terra e se dissipou 180 km a noroeste de Hong Kong.

### Tufão Pamela
O Tufão Pamela, que se formou em 8 de setembro, intensificou-se rapidamente para um pico de 180 km/h no dia 11. Pamela enfraqueceu para tufão de 233 km/h (145 mph) no momento em que atingiu o leste de Taiwan no final do dia 11, e depois de cruzar a ilha e o Estreito de Taiwan, a tempestade atingiu o leste da China como um 65 mph tempestade tropical. Pamela se dissipou no dia 12, após causar 98 mortes (com 27 desaparecidos), $ 5 milhões em danos (1961 USD) e deixando 50.000 desabrigados.

### Tufão Nancy
A tempestade tropical Nancy, tendo se desenvolvido em 7 de setembro no Pacífico Oeste aberto, intensificou-se rapidamente para atingir o status de super tufão no início do dia 9. Nancy continuou a se fortalecer e atingiu ventos de pico de 215 mph (187 nós) no dia 12. Tal intensidade é especulativa, já que o Avião de Reconhecimento estava em sua infância e a maioria das intensidades eram estimativas. Além disso, análises posteriores indicaram que o equipamento provavelmente superestimou a velocidade do vento de Nancy; se as medições estivessem corretas, Nancy estaria empatado com o furacão Patricia nas maiores velocidades de vento para um ciclone tropical na Terra. Independentemente disso, Nancy foi um tufão formidável e manteve o status de supertufão até o dia 14, quando se aproximou de Okinawa. O tufão virou para nordeste e atingiu o sul do Japão no dia 16 com ventos de 100 mph. Ele continuou rapidamente para o nordeste e tornou-se extratropical no dia 17 no Mar de Ocótsqui. Avisos bem executados diminuíram o grande impacto potencial de Nancy, mas o tufão ainda causou 172 mortes e danos generalizados.

### Tufão Tilda
A circulação foi relatada pela primeira vez a partir de um navio 300 milhas a oeste de Guam em 26 de setembro. O sistema então se intensificou rapidamente em um tufão e fez uma curva para o norte diretamente em direção ao Japão. Durante este período, um ambiente favorável permitiu que o tufão se intensificasse para ventos máximos de 160 mph. A tempestade então virou para o oeste, passando 15 milhas sob Okinawa. A cidade de Naha, Okinawa recebeu ventos sustentados de 85 km/h com rajadas de 120 mph. O tufão, muito enfraquecido, atingiu o continente chinês 160 quilômetros ao sul de Xangai em 4 de outubro. Causou 11 mortes, mais de $ 6 milhões em danos às colheitas, e o navio mercante libanês Sheik encalhou em Kitadaitōjima, matando 2. O exercício militar taiwanês Sky Soldier foi cancelado devido ao tufão. O sistema então recurvou para fora devido aos ventos de oeste no Mar do Japão com ventos sustentados de 30 mph. Os remanescentes iniciaram uma transição extratropical e se dissiparam no Mar de Okhotsk.

### Tufão Violet
Violet foi observada pela primeira vez como uma pequena circulação a sudoeste da Ilha Marcus. Em 2 de outubro, o sistema havia organizado o suficiente para justificar uma investigação mais aprofundada. Após alguns dias de observação, um relatório de ventos com força de tempestade tropical foi retransmitido ao JTWC e, em 4 de outubro, foi atualizado para a tempestade tropical Violet. Violet tomou uma trilha incomum, movendo-se na direção sul após a formação. Isso se deveu à sua localização a oeste de um sistema de alta pressão, que a tempestade lutou para contornar. Depois de completar uma curva ao sul do cume, Violet rapidamente se intensificou em um tufão. O movimento da cordilheira subtropical para o leste resultou em Violet virando abruptamente para o noroeste. O violeta continuou a se intensificar e logo atingiu seu pico de intensidade, em 7 de outubro, com ventos sustentados de 330 km/h (205 mph) e uma pressão superficial mínima de 886 hPa (26,2 inHg) ; no entanto, as leituras do vento durante esta era de reconhecimento foram erroneamente altas. Violet moveu-se em um caminho suave para o norte e cortou a área da Península de Bōsō no Japão, perto de Tóquio. Após o landfall, Violet começou a transição para um ciclone extratropical e continuou a se mover para o norte. Em 10 de outubro, Violet tornou-se totalmente extratropical.
Violet foi uma tempestade intensa, mas não impactou nenhuma massa de terra no pico de intensidade ou próximo a ele. Em Guam, os danos foram leves, consistindo principalmente em danos às plantações. Os efeitos no Japão foram geralmente mínimos devido em parte à preparação inicial. Um cargueiro de 9.124 toneladas, The Pioneer Muse, ficou encalhado nas Ilhas Daitō durante a passagem do tufão em 9 de outubro. Todos os homens a bordo foram salvos e posteriormente a carga de material militar foi retirada. Outro navio, o Sheik, também estava encalhado a alguns quilómetros do The Pioneer Muse, mais tarde ele se partiria em dois devido ao mar agitado. Duas mortes foram relatadas no Japão devido à passagem de Violet.

### Tempestade Tropical Wilda
Wilda foi gravada pela primeira vez em 5 de outubro sobre o Mar da China Meridional, perto da costa ocidental de Lução. O sistema moveu-se para o sudoeste, aproximando-se da costa do Vietnã, mas virou abruptamente na direção oposta em outubro. 8. A depressão completou um loop alongado no sentido horário e continuou para o sudeste. A depressão se aprofundou gradualmente e em 11 de outubro Wilda tornou-se uma tempestade tropical enquanto se curvava na direção oeste. Wilda atingiu um pico de intensidade de 110 km/h (70 mph) e uma pressão superficial mínima de 990 hPa (29 inHg) antes de atingir o Vietnã. Wilda começou a se dissipar pouco tempo depois.
Wilda contribuiu para uma área já encharcada de chuva do Camboja e do Vietnã. A chuva extra fez com que o nível de inundação atingisse o nível mais alto desde 1937 ao longo do rio Mekong.

### Depressão Tropical Anita
Anita se formou pela primeira vez ao norte da Ilha de Busuanga em 18 de outubro. Ele viajou geralmente na direção oeste sobre o Mar da China Meridional e se intensificou em uma tempestade tropical mais tarde naquele dia. Em 19 de outubro, a tempestade enfraqueceu ligeiramente antes de atingir o Vietnã. Anita enfraqueceu rapidamente para uma baixa remanescente em 20 de outubro. A baixa rastejou sobre a Indochina antes de emergir sobre a Baía de Bengala e se dissipou completamente em 22 de outubro. A umidade restante pode ter ajudado no desenvolvimento de uma depressão tropical, em 22 de outubro, perto da atual Rakhine.
O impacto, se houver, foi mínimo ou discernível do sistema tropical Wilda anterior, que havia ocorrido uma semana antes.

### Tufão Billie
Billie originou-se de uma extensa área de baixa pressão perto de Pohnpei. A Agência Meteorológica do Japão detectou o sistema pela primeira vez em 18 de outubro enquanto seguia para o oeste. A organização, a princípio, era ruim, pois vários vórtices estavam presentes na circulação. Um desses vórtices separou-se da circulação principal e tornou-se uma depressão tropical fraca enquanto se movia para sudoeste. Nos dias seguintes, uma circulação tornou-se dominante e todo o sistema começou a se fortalecer. O primeiro aviso foi emitido pelo JTWC em 23 de outubro, nessa época o raio ciclônico se estendia por mais de 1.000 milhas náuticas do centro. Rapidamente, o sistema se fortalece em uma tempestade tropical e, por volta do meio-dia de 24 de outubro, tornou-se um tufão. Billie começou a fazer uma curva para o norte durante esse tempo; passando para o sul de Guam. O raio de Billie também diminuiu para 750 milhas náuticas, que permaneceram constantes durante o resto de sua vida. O tamanho do olho de Billie era comparável ao extenso raio da circulação. Às vezes, o olho media mais de 180 milhas de diâmetro, um tamanho de olho não igualado por nenhum dos outros tufões durante esta temporada. Por esta altura, 26 de outubro, Billie atingiu um pico de intensidade de 130 km/h (80 mph) e uma pressão superficial mínima de 961 hPa (28,4 inHg). O grande tufão continuou quase direto para o norte, mantendo sua intensidade, antes de encontrar uma frente polar. Ele se fundiu com a área de baixa pressão associada perto das Ilhas Curilas em 30 de outubro. Neste ponto, Billie havia se traduzido completamente em uma baixa extratropical e passou sobre a Península de Camecháteca.
Apesar do tamanho bastante grande de Billie, ele não passou por nenhuma massa de terra significativa. O maior impacto em terra foi em Iwo Jima, onde ocorreram ventos fortes e chuva em excesso. Nenhum dano; no entanto, foi relatado. Billie contribuiu para o naufrágio de um cargueiro japonês, o Fukazan Maru. Um vazamento no porão do navio fez com que o navio afundasse lentamente. Todos os 47 tripulantes foram resgatados e transportados com segurança para Guam.

### Tufão Clara
Clara formou-se a partir de um vórtice embutido no ITCZ perto do Atol de Enewetak. A circulação foi puxada para o norte pela influência do tufão Billie. A tempestade havia se organizado o suficiente para que em 25 de outubro foi classificada como depressão tropical pela JMA. Intensificando-se gradualmente à medida que se movia para o nordeste, o primeiro aviso foi emitido pelo JTWC em 26 de outubro como relatórios da superfície do mar indicaram que Clara era uma tempestade tropical. até 27 de outubro Clara se intensificou em um tufão e iniciou um pequeno loop no sentido horário que foi concluído em 28 de outubro. Logo depois que Clara atingiu um pico de intensidade de 137 km/h (85 mph) e uma pressão superficial mínima de 984 hPa (29,1 inHg). Movendo-se na direção oeste, Clara enfraqueceu para uma tempestade tropical. Clara continuou a enfraquecer gradualmente nos dias seguintes, realizando movimentos oscilantes em sua trilha. Em 1 de novembro Clara virou para o norte e fez a transição para uma baixa extratropical após encontrar uma frente polar.
Clara permaneceu principalmente sobre o oceano aberto durante sua vida; no entanto, seu caminho passou perto de algumas ilhas menores. Nenhum dano foi relatado, mas havia a possibilidade de ocorrerem danos ao transporte marítimo ou a pequenas ilhas.

### Tufão Dot
A origem de Dot remonta a um centro compacto de baixa pressão sobre águas abertas a leste de Guam em 7 de novembro. Movendo-se em zigue-zague, o sistema rapidamente se organizou em um tufão no final de 8 de novembro. Inicialmente, não foi até 9 de novembro que quando os pilotos que atravessavam o Pacífico relataram a existência de uma área de mau tempo a nordeste de Guam. A investigação de reconhecimento da tempestade encontrou um tufão totalmente desenvolvido. Era provável, devido ao pequeno tamanho de Dot, que não teria sido descoberto antes de chegar às Ilhas Marianas, caso não tivesse passado por uma rota utilizada por aeronaves transpacíficas. Dot moveu-se quase na direção oeste depois de ser descoberto, passou pelas Ilhas Marianas e gradualmente se intensificou em um supertufão de categoria cinco a noroeste de Guam. Em 11 de novembro Dot atingiu uma intensidade de pico de 260 km/h (160 mph) e uma pressão superficial mínima de 923 hPa (27,3 inHg). Durante esse tempo, Dot começou a se curvar para o nordeste, enfraquecendo gradualmente devido à influência de um vale ao norte. até novembro No dia 13, o tufão havia enfraquecido para a categoria três e estava acelerando para o nordeste. Esse movimento durou três dias antes de Dot fazer a transição para uma baixa extratropical em 15 de novembro. A baixa extratropical atravessou o resto do Oceano Pacífico e atingiu o sul da Califórnia em 20 de novembro. A baixa continuou sobre as Montanhas Rochosas, enfraqueceu e depois se regenerou sobre os estados ocidentais do Golfo do México. De lá, cruzou para o Oceano Atlântico e foi finalmente absorvido por outra área de baixa pressão na costa leste em 26 de novembro.
Os impactos de Dot foram principalmente confinados à sua passagem pelas Ilhas Marianas. Os danos a Alamagan foram substanciais. A baixa extratropical de Dot despejou uma a cinco polegadas de chuva sobre o sudoeste dos Estados Unidos e contribuiu para chuvas excessivas na área da Nova Inglaterra.

### Tufão Ellen
Ellen se originou de uma área de baixa pressão perto da Lagoa Chuuk, onde os dados sustentavam uma circulação fechada; No entanto, logo se mudou para um vazio de dados ao sul de Guam no início de dezembro. A baixa evoluiu para uma depressão tropical com bandas de tempestade em espiral bem definidas e uma circulação fechada no início de 5 de dezembro. A depressão moveu-se para o oeste e passou para o norte de Palau. Organizou-se em tempestade tropical em 7 de dezembro e sofreu rápida intensificação. até 8 de dezembro, o ciclone havia se tornado um tufão intenso com ventos de 185 km/h (115 mph) e uma pressão na superfície do mar de 970 hPa (29 inHg). Uma parede do olho foi observada durante este tempo. até 9 de dezembro, Ellen atingiu um pico de intensidade de 240 km/h (150 mph) e uma pressão mínima de 946 hPa (27,9 inHg). Durante esse tempo, Ellen fez sua maior aproximação à terra. Ellen começou a enfraquecer em 10 de dezembro enquanto se curvava para o nordeste. até 11 de dezembro, o tufão atingiu o pico de intensidade secundário e um pequeno granizo foi observado dentro do olho durante esse período. Em 13 de dezembro, a circulação tornou-se mal definida e Ellen enfraqueceu de volta para uma tempestade tropical. Ellen se dissipou em 14 de dezembro enquanto se move na direção nordeste para o oceano aberto.
Ellen foi o tufão mais destrutivo de 1961 para as Filipinas. Os impactos de Ellen foram mais severos na ilha de Catanduanes, quando o centro passou a menos de dez milhas do ponto norte da ilha. O olho durante este tempo tinha cerca de trinta e seis milhas de diâmetro e ventos de 240 km/h (150 mph) dentro da parede do olho. Os danos foram estimados em cerca de $ 500.000 na Estação Loran da Guarda Costeira enquanto os danos em outros lugares são estimados em $ 2 milhões. Várias pessoas foram dadas como desaparecidas ou mortas. Um cargueiro panamenho transportando toras para Hong Kong afundou no Mar da China Meridional, perto das Ilhas Spratly, devido ao mau tempo em 9 de dezembro. Trinta e três dos membros da tripulação foram perdidos no mar turbulento.

## Nomes de tempestade
| - Agnes - Bess - Carmen - Della - Elaine - Faye - Gloria - Hester - Irma - Judy - Kit - Lola - Mamie - Nina - Ophelia - Phyllis - Rita - Susan - Tess - Viola - Winnie | - Alice - Betty - Cora - Doris - Elsie - Flossie - Grace - Helen - Ida - June - Kathy - Lorna - Marie - Nancy - Olga - Pamela - Ruby 2W - Sally 3W - Tilda 4W - Violet 5W - Wilda 6W | - Anita 7W - Billie 8W - Clara - Dot 6C - Ellen 12W - Fran 13W - Georgia 14W - Hope 15W - Iris 18W - Joan 21W - Kate 20W - Louise 22W - Marge - Nora 26W - Opal 27W - Patsy 29W - Ruth 31W - Sarah 33W - Thelma 36W - Vera 39W - Wanda 13C | - Amy 40W - Babs 41W - Charlotte 42W - Dinah 43W - Emma 46W - Freda 48W - Gilda 56W - Harriet 58W - Ivy - Jean - Karen - Lucille - Mary - Nadine - Olive - Polly - Rose - Shirley - Trix - Virginia - Wendy |